# ایگدامانوسور
ایگدامانوسور(نام علمی: Igdamanosaurus) نام یک سرده از تیره موساسوریان است.